# The Standard Sonny Rollins
| Recensione | Giudizio |
| ---------- | -------- |
| AllMusic   |          |

The Standard Sonny Rollins è un album in studio del sassofonista jazz statunitense Sonny Rollins (sulla copertina dell'album è a nome Sonny Rollins & Co.), pubblicato dalla RCA Victor Records nel luglio del 1965 .

## Tracce
LP (1965, RCA Victor Records, LPM-3355/LSP-3355)
Lato A
1. Autumn Nocturne – 2:58 (testo: Kim Gannon – musica: Josef Myrow) – Registrato il 9 luglio 1964 a New York
2. Night and Day – 3:07 (Cole Porter) – Registrato il 24 giugno 1964 a New York
3. Love Letters – 3:25 (testo: Edward Heyman – musica: Victor Young) – Registrato il 26 giugno 1964 a New York
4. My One and Only Love – 5:58 (testo: Robert Mellin – musica: Guy Wood) – Registrato il 2 luglio 1964 a New York
5. Three Little Words – 2:14 (testo: Bert Kalmar – musica: Harry Ruby) – Registrato il 24 giugno 1964 a New York

Lato B
1. Trav'lin' Light – 4:07 (testo: Johnny Mercer – musica: Trummy Young, Jimmy Mundy) – Registrato l'11 giugno 1964 a New York
2. I'll Be Seeing You – 1:35 (testo: Irving Kahal – musica: Sammy Fain) – Registrato il 23 giugno 1964 a New York
3. My Ship – 4:10 (testo: Ira Gershwin – musica: Kurt Weill) – Registrato il 24 giugno 1964 a New York
4. It Could Happen to You – 4:17 (testo: Johnny Burke – musica: Jimmy Van Heusen) – Registrato il 2 luglio 1964 a New York
5. Long Ago (and Far Away) – 2:47 (testo: Ira Gershwin – musica: Jerome Kern) – Registrato il 26 giugno 1964 a New York

CD (1999, BMG Records, 09026 68681-2)
1. Autumn Nocturne – 2:59 (testo: Kim Gannon – musica: Josef Myrow)
2. Night and Day – 3:17 (Cole Porter)
3. Love Letters – 3:27 (testo: Edward Heyman – musica: Victor Young)
4. My One and Only Love – 5:59 (testo: Robert Mellin – musica: Guy Wood)
5. Three Little Words – 2:14 (testo: Bert Kalmar – musica: Harry Ruby)
6. Trav'lin' Light – 4:06 (testo: Johnny Mercer – musica: Trummy Young, Jimmy Mundy)
7. I'll Be Seeing You – 1:36 (testo: Irving Kahal – musica: Sammy Fain)
8. My Ship – 4:11 (testo: Ira Gershwin – musica: Kurt Weill)
9. It Could Happen to You – 4:19 (testo: Johnny Burke – musica: Jimmy Van Heusen)
10. Long Ago and Far Away – 2:47 (testo: Ira Gershwin – musica: Jerome Kern)
11. Winter Wonderland – 5:18 (testo: Richard Bernhard Smith – musica: Felix Bernard) – Traccia bonus - Registrato il 2 luglio 1964 a New York
12. When You Wish Upon a Star – 3:16 (testo: Ned Washington – musica: Leigh Harline) – Traccia bonus - Registrato il 2 luglio 1964 a New York
13. Trav'lin' Light (alternate) – 12:44 (testo: Johnny Mercer – musica: Trummy Young, Jimmy Mundy) – Traccia bonus - Registrato l'11 giugno 1964 a New York

## Musicisti
- Sonny Rollins – sassofono tenore
- Herbie Hancock – pianoforte (My One and Only Love, Trav'lin' Light, It Could Happen to You, Winter Wonderland, When You Wish Upon a Star)
- Jim Hall – chitarra (Night and Day, Love Letters, Trav'lin' Light, My Ship, Long Ago (and Far Away)
- Bob Cranshaw – contrabbasso (eccetto in: Trav'lin' Light)
- David Izenzon – contrabbasso (solo nel brano: Trav'lin' Light)
- Teddy Smith – contrabbasso (solo nel brano: Trav'lin' Light)
- Mickey Roker – batteria (eccetto in: Trav'lin' Light)
- Stu Martin – batteria (solo nel brano: Trav'lin' Light)

### Produzione
- George Avakian – produzione, note retrocopertina album originale
- Registrazioni effettuate al RCA Victor's Studio B di New York City, New York
- Ray Hall e Ernie Oelrich – ingegneri delle registrazioni [3]